# Vladimír Neuwirth
Vladimír Neuwirth (12. srpna 1921 Komárov u Opavy – 22. května 1998 Opava) byl katolicky orientovaný filosof, překladatel, publicista a spoluzakladatel původně exilového kulturního sdružení Opus bonum.

## Život
V době vysokoškolských studií na teologické fakultě v Olomouci založil v září 1947 společně s dalšími šesti mladými lidmi (Miroslavem Tělupilem, Jiřím Havlíčkem, Miroslavem Němcem, Karlem Flossem, Lubomírem Gebauerem a Bronislavem Kulíškem) křesťanský sekulární institut Společenství s úmyslem podporovat duchovní a kulturní život zúčastněných. Po únoru 1948 se činnost Společenství, které mezitím mělo více než sto členů, neproměnila, jeho organizace a činnost se pouze odehrávala v podmínkách utajení před komunistickou mocí. V. Neuwirth – pracující od začátku 50. let v dělnických či administrativních zaměstnáních – jako vedoucí postava Společenství psal pro jeho potřeby vlastní texty, překládal, přednášel a vtiskoval mu ducha modlitby, solidarity i kulturní a vzdělanostní rozhled. V lednu 1961 byl pro tyto aktivity zatčen a odsouzen za údajnou velezradu ke čtrnácti letům vězení. Většinu trestu si odpykal ve Valdicích, propuštěn byl počátkem dubna 1968. V létě téhož roku odjel na Západ, nejprve do Rakouska, posléze se usadil v Belgii a Německu. Od ledna 1971 do svého odchodu do důchodu v roce 1986 byl zaměstnán jako kulturní a sociální pracovník při České katolické obci ve Frankfurtu nad Mohanem. V roce 1972 založil společně s opatem Janem Anastázem Opaskem kulturní sdružení Opus bonum (Dobré dílo) a roku 1982 spolu s Aloisem Krchňákem sdružení Bibliotheca Cyrillo-Methodiana (Cyrilometodějská knihovna).

## Dílo
Publikoval řadu kulturně historických studií, esejů a článků a medailonů významných postav české kulturní a náboženské historie a současnosti – mj. Jan Čep, Metoděj Habáň, Vladimír Holan, Adam Kravařský ze Šlevic, Pavel Křížkovský, Jan Ryba, Antonín Šuránek, kardinál František Tomášek, kardinál Štěpán Trochta, Josef Vašica, Albert Vyskočil – v mnoha exilových a po roce 1989 i domácích časopisech (též pod pseudonymem Karel Hubert). Významná byla také jeho překladatelská a přednášková činnost a pořádání výstav a sympozií. Samostatně vydal studii Víra a základy křesťanské kultury (1976) a svazek Apokalyptický deník (1976, podruhé 1998). Po návratu do Opavy v roce 1992 uspořádal monografii Profesor Josef Vašica (1994). Deníkový svazek Vcházení do Evropy (2008) z let 1975–1989, rozšířený o záznamy nalezené v autorově pozůstalosti z let 1980–1997, chronologicky navazuje na knihu Apokalyptický deník.